# Спутник-40
Спутник-40, также RS-17a, RS-17b, Sputnik Jr. — французско-российский радиолюбительский спутник. Запуск «Спутника-40» посвящён 40-летию запуска «Спутника-1» — первого искусственного спутника Земли. Спутник был создан в 1996—1997 годах французскими и российскими школьниками, запущен с борта космической станции «Мир» при выходе космонавтов в космос и проработал 55 дней. Второй экземпляр спутника остался на борту орбитального комплекса «Мир» и прекратил существование вместе со станцией.

## Устройство и создание
«Спутник-40» представлял собой копию первого спутника в масштабе 1/3 от оригинала. Диаметр сферы 23 см, масса аппарата 4 кг. На борту спутника находился радиопередатчик мощностью 200 мВт, который вещал в радиолюбительской полосе частот 144 МГц и 145,812 МГц. Поляризация антенны — круговая, длина каждой 50 см. С борта спутника транслировался сигнал «бип-бип», аналогичный сигналу, который передавал «Спутник-1». Частота передаваемого звукового сигнала составляла 84 импульса в минуту. Тональность передаваемого сигнала была связана с температурой спутника: 541 Гц при −40 °C, 1260 Гц при +20 °C и 1361 Гц при +50 °C. Питание спутника обеспечивали три аккумуляторных блока, состоящих из четырёх литиевых аккумуляторов, номинальным напряжением по 3,5 В. Ожидалось, что радиопередатчик «Спутника-40» будет функционировать 40 дней. Схема модуля передатчика была разработана французским радиолюбителем Gérard Auvray (F6FAO).
| Температура | -40 °C | -30 °C | -20 °C | -10 °C  | 0 °C    | 10 °C   | 25 °C   | 30 °C   | 50 °C   |
| Частота     | 541 Гц | 724 Гц | 891 Гц | 1040 Гц | 1131 Гц | 1208 Гц | 1261 Гц | 1290 Гц | 1361 Гц |

Российские участники проекта отвечали за создание корпуса, а французские собирали радиомодуль. Создавалось сразу два одинаковых космических аппарата, получивших название RS-17a и RS-17b.
20 декабря 1996 было достигнута предварительная договорённость между радиоклубом колледжа Жюля Рейделле (фр. Jules Reydellet College) (FR5KJ) (Сен-Дени, французский заморский департамент остров Реюньон) и Политехническим колледжем города Нальчик о создании радиолюбительского спутника. 10 февраля 1997 года к проекту подключились средняя школа имени Шарля де Голля (Мюре, Верхняя Гаронна, Франция) и Западная электронная средняя школа (Руан, Франция). 20 февраля было подписано официальное соглашение. С этого момента к проекту подключались Aéro-Club de France, AMSAT и Росавиакосмос. На церемонии подписания соглашения присутствовала министр Франкофонии госпожа Сурде. 19 марта был опубликован «40 Parrains pour les 40 ans de Spoutnik» — обращение к потенциальным спонсорам проекта. 30 марта в Нальчик прибыли представители Aéroclub de France для координации проекта. 18 апреля в Сен-Дени прибыли представители российской стороны Виктор Курилов, Николай Бодин, Фёдоров и космонавт Александр Серебров. В июле в Нальчик были доставлены радиокомпоненты и началась сборка космических аппаратов.
10—12 октября школьники, участвовавшие в создании спутника, представляли проект «Спутник-40» на радиолюбительской выставке «La Science en FETE». В рамках выставки была запланирована связь с космическим аппаратом, но к этому времени спутник ещё не был выведен на орбиту.
Одновременно с разработкой спутника проходил конкурс логотипов миссии. Размер рисунков для заявок должен был вписываться в размер 240×320 мм. Все присланные рисунки становились собственностью колледжа Жюля Рейделле. Работы принимались до 15 июля 1997 года.

## Запуск и полёт
8 октября 1997 года оба спутника (RS-17a, RS-17b) были доставлены на станцию «Мир» на борту транспортного корабля «Прогресс М-36» (запущен с космодрома Байконур 5 октября 1997 года). В подготовке спутника к запуску активно участвовал американский астронавт Дэвид Вулф — радиолюбитель с позывным KC5VPF. Во время подготовки на борту станции «Мир» все работы по отработке запуска проводились с аппаратом RS-17b, который остался на борту станции и прекратил существование вместе с орбитальным комплексом.
3 ноября 1997 года во время выхода в открытый космос Анатолия Соловьёва и Павла Виноградова был произведён запуск «Спутника-40» RS-17a. Выход был запланирован на 04:30 ДМВ, но из-за проблем со скафандром Соловьёва люк был открыт только в 06:32. Космонавты извлекли из шлюза укладки с инструментами и научным оборудованием, а затем Павел Виноградов «с руки» запустил спутник в свободный полёт: просто оттолкнул в сторону от станции «Мир». Процесс запуска снимался на две видеокамеры: съёмку вёл и сам Павел Виноградов, и (с борта станции) американский астронавт Дэвид Вулф. Первый сигнал со спутника был получен в 07:05 Сигнал был зарегистрирован Сергеем Самбуровым (RV3DR), сотрудником корпорации «Энергия», который контролировал радиопереговоры при выходе космонавтов. Спутник вышел на орбиту с периодом обращения 92,3 минуты, наклонением 51,7°, перигеем 383 км и апогеем 392 км. Космическому аппарату были присвоены международный номер NSSDC ID 1997-58C и номер по спутниковому каталогу NORAD 24958. Данная нумерация оказалась нестандартной. Традиционно объекты, запущенные с борта «Мира», имели индекс, привязанный к индексу станции 1986-017A, но в данном случае спутнику был присвоен международный номер, связанный с транспортным кораблём «Прогресс М-36» 1997-58A. Номер NORAD тоже был «неправильным»: он был зарезервирован за верхней ступенью, стартовавшей 23 сентября ракеты-носителя «Ариан-4», но не присвоен ей.
Первым радиолюбителем, установившим контакт со спутником, был грек Костас Кораллис (Афины, Греция). Первое визуальное наблюдение смог провести Пол Мэли: 6 ноября спутник был виден со звёздной величиной +9,2.
В 12:45 в Голубом зале Центра управления полётом прошла пресс-конференция, посвящённая запуску с борта станции «Мир» первого спутника, сделанного школьниками. На пресс-конференции присутствовал Юрий Батурин, который зачитал приветствие президента России Б. Н. Ельцина школьникам, участвовавшим в проекте «Спутник-40». На пресс-конференции отмечалось, что эта программа была не правительственной и не государственной.
Сигнал со спутника благодаря эффекту Допплера принимался на частотах от 145,827 МГц до 145,819 в зависимости от направления движения спутника. 22—23 ноября по инициативе радиолюбителя F6BVP были собраны данные по частоте сигнала (с точностью до 1 Гц) принимаемого в разных точках орбиты. Эти данные были необходимы для создания тепловой модели спутника. Полученные результаты были использованы при создании радиолюбительского «Спутника-41».
| Дата и время (UTC) | Частота | Температура |
| ------------------ | ------- | ----------- |
| 23.11.97 01:24     | 1255 Гц | около 24 °C |
| 23.11.97 21:15     | 1266 Гц | около 26 °C |
| 23.11.97 22:50     | 1257 Гц | около 24 °C |

Последние сигналы с борта спутника были получены радиолюбителями из США и острова Реюньон примерно в 21:00 UTC 29 декабря 1997 года. В 01:22 30 декабря сигнал уже не был слышен. Попытки установить контакт продолжались до 1 января 1998 года, но, кроме гула несущей частоты, сигналов не было. Это было расценено как снижение мощности бортового питания до уровня, при котором энергии было уже недостаточно для модуляции сигнала. Анализ модуляции последнего сигнала спутника показал температуру на борту +40 °C. Спутник, созданный международной командой школьников, проработал на орбите 55 дней. Средства массовой информации отмечали, что «Спутник-40», созданный школьниками, проработал дольше своего прототипа — первого искусственного спутника Земли «Спутник-1», чей радиопередатчик проработал 22 дня.
Каждому радиолюбителю, установившему радиоконтакт со «Спутником-40», высылался сертификат. Всего было разослано более 1000 сертификатов по всему миру